# 崇启大桥
崇启大桥，又称崇启通道工程，是中华人民共和国国家高速公路网中沪陕高速公路（G40）的一部分。
起自位于上海崇明岛上的崇明区陈家镇，接上海长江大桥，终于江苏省启东市，与已建成的宁启高速公路相接。全长51.76公里，其中上海段长28.52公里，长江大桥长2.48公里，江苏段长江大桥长4.67公里，接线道路长18.52公里。全线设计双向六车道，大桥于2008年8月1日奠基，12月26日上海段正式开工建设，2009年2月28日江苏段开工建设，2011年12月24日通车。

## 出入口/收费站
（续上海长江隧桥)
- 陈海公路匝道
- 向化公路匝道
- 沪苏省界主线收费站（启东方向）
- 启东东主线收费站（上海方向）
- 启东南匝道
- 启东北匝道

（接宁启高速公路）